# Glauc (color)
Glauc (del llatí glaucus, que significa "gris blavós o verd", del grec glaukos) es fa servir per descriure un color d'aspecte gris pàl·lid o verd blavós que es troba a la superfície d'algunes plantes, com també en el nom d'ocells. El terme glauc també es fa servir en botànica com un adjectiu per voler dir " cobert amb una cera epicuticular grisenca, blavosa o blanquinosa o una florida que fàcilment es treu" (per exemple fulles glauques). La cera epicuticular que cobreix prunes madures li donen un aspecte glauc. Un altre exemple es troba en el raïm (Vitis vinifera). Alguns cactus tenen una coberta glauca en les seves tiges. Les cobertes glauques són hidròfobes i eviten que la planta es mulli per la pluja a més d'evitar que els petits insectes s'hi enfilin o se n'alimentin. En ocells la coloració glauca fa de camuflatge davant els depredadors.

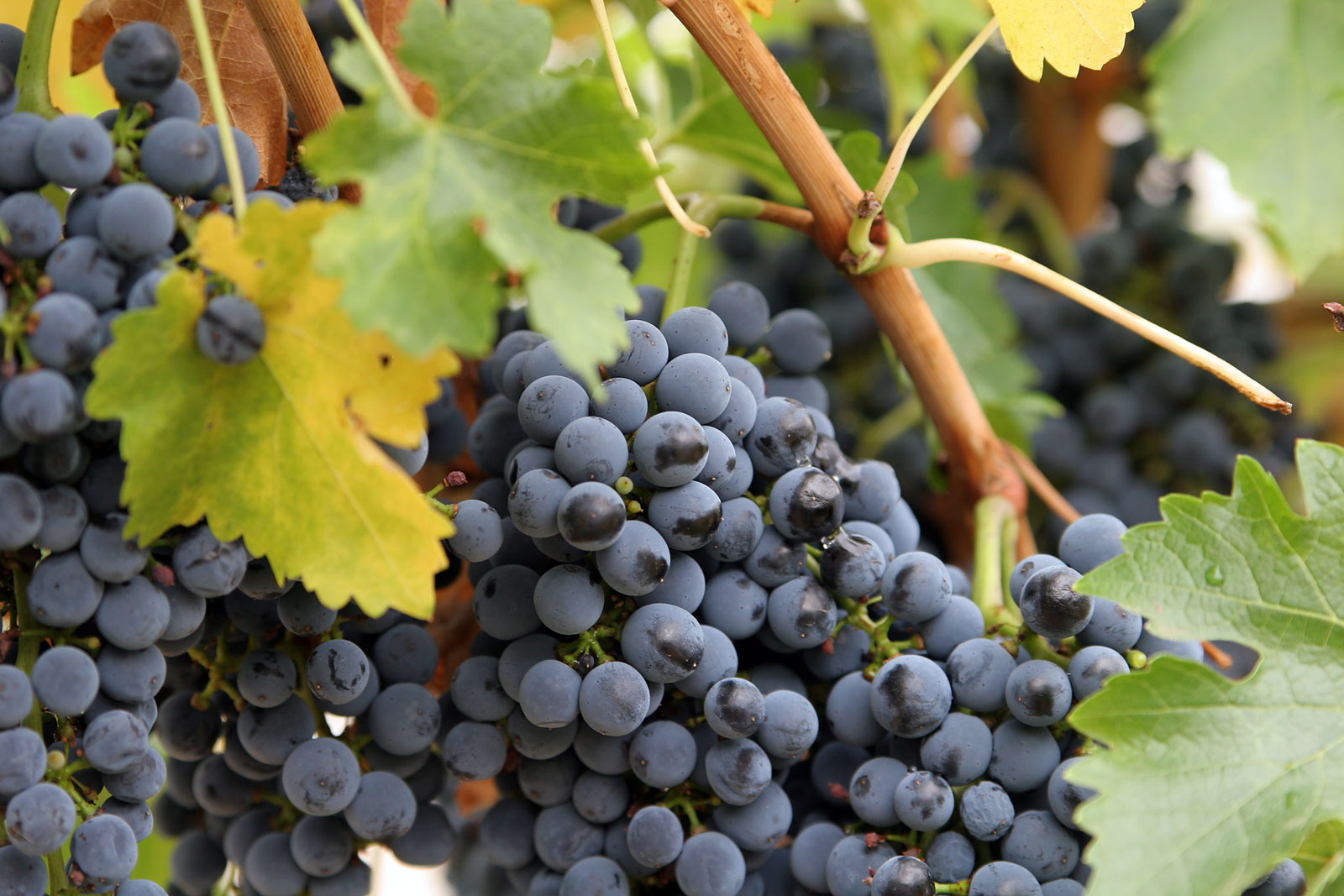
Raïm amb la pell glauca
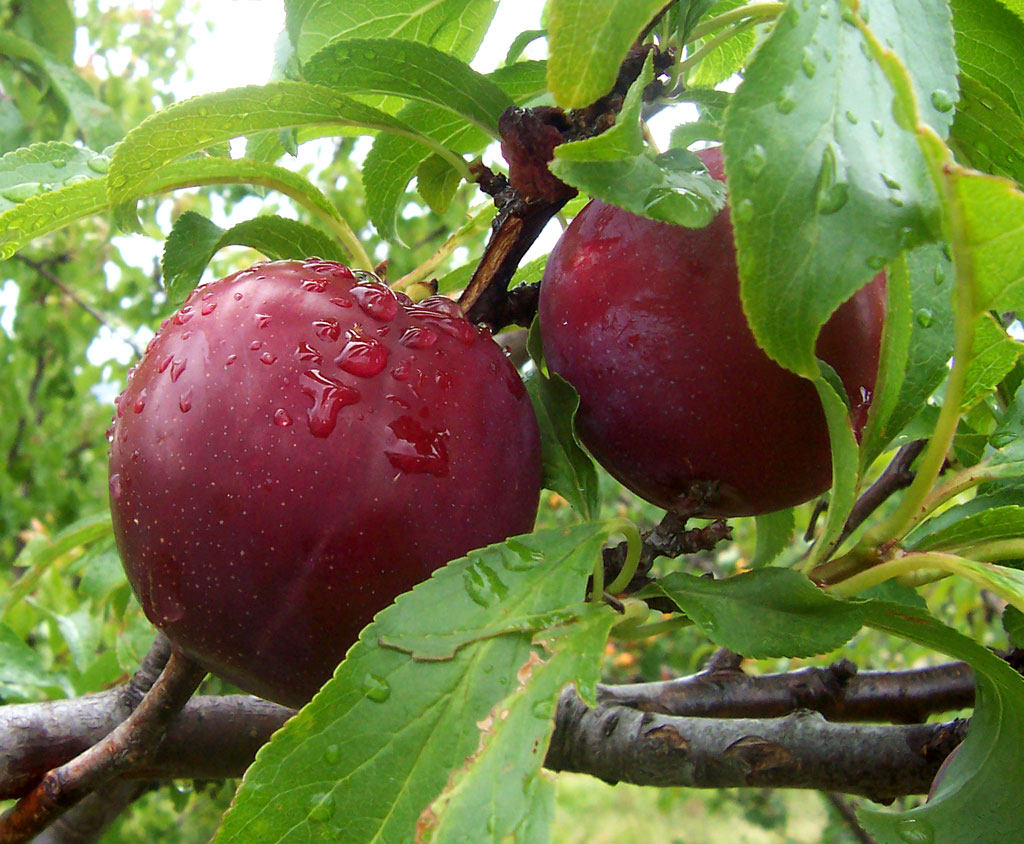
Prunes de pell en part glauca
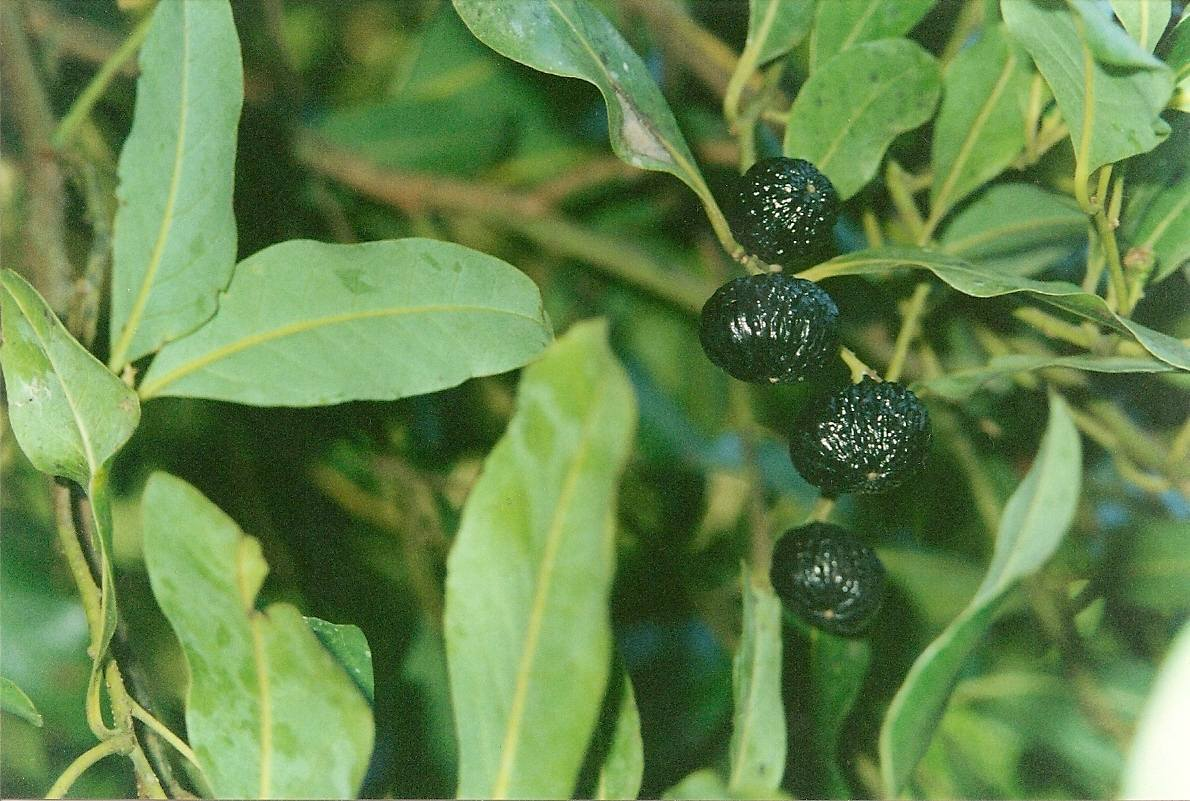
Cryptocarya glaucescens
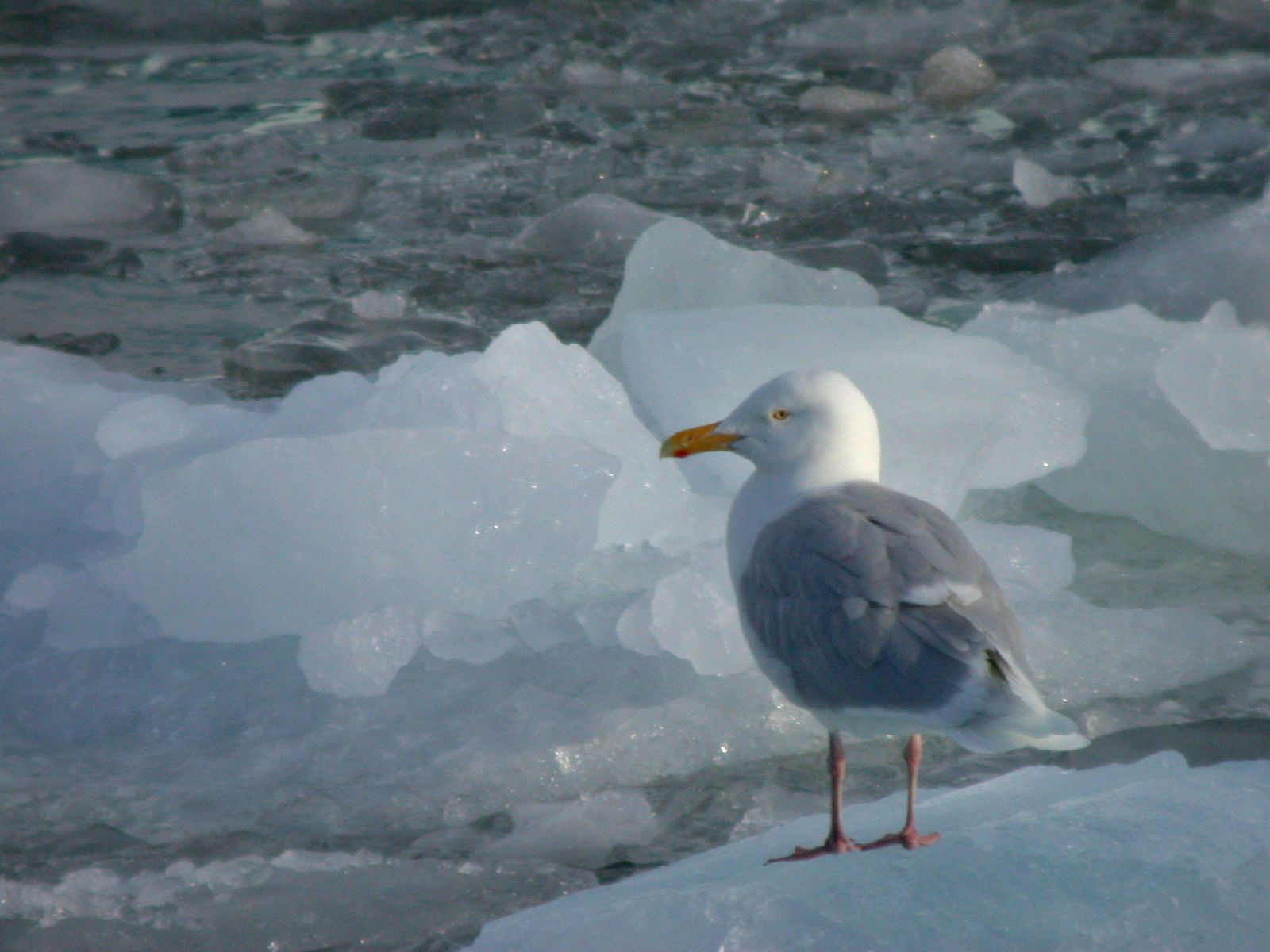
Gavina glauca
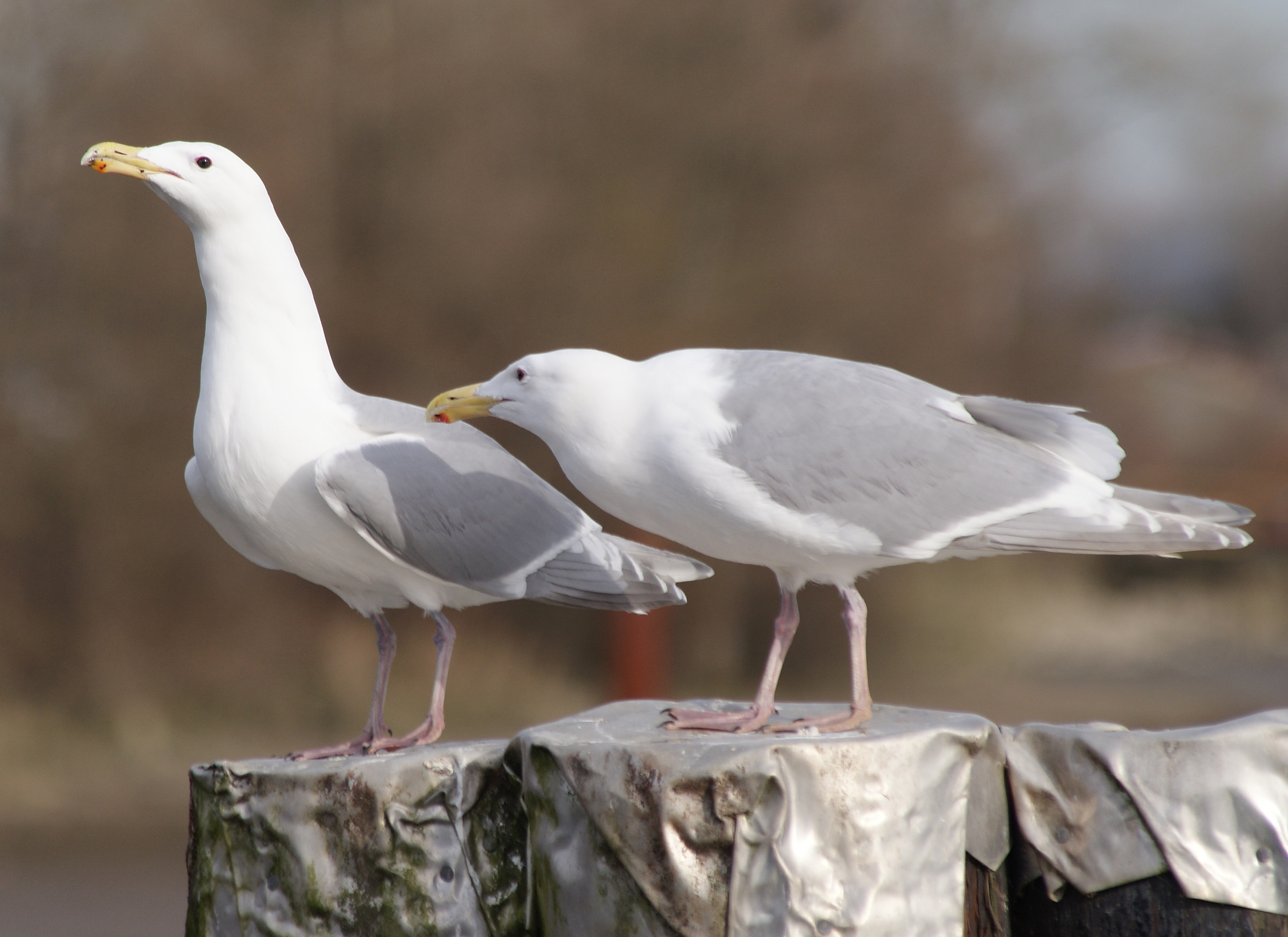
Gavina d'ala glauca
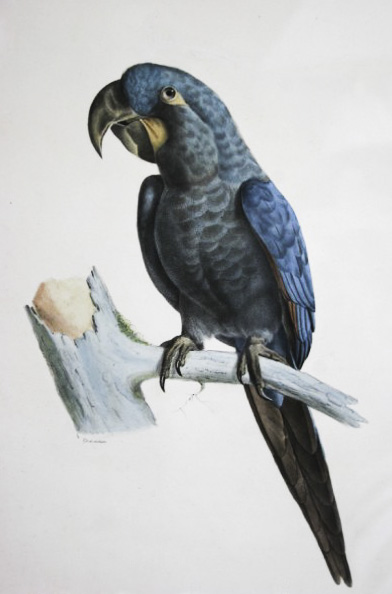
Macaw glauc